# Chassébuurt

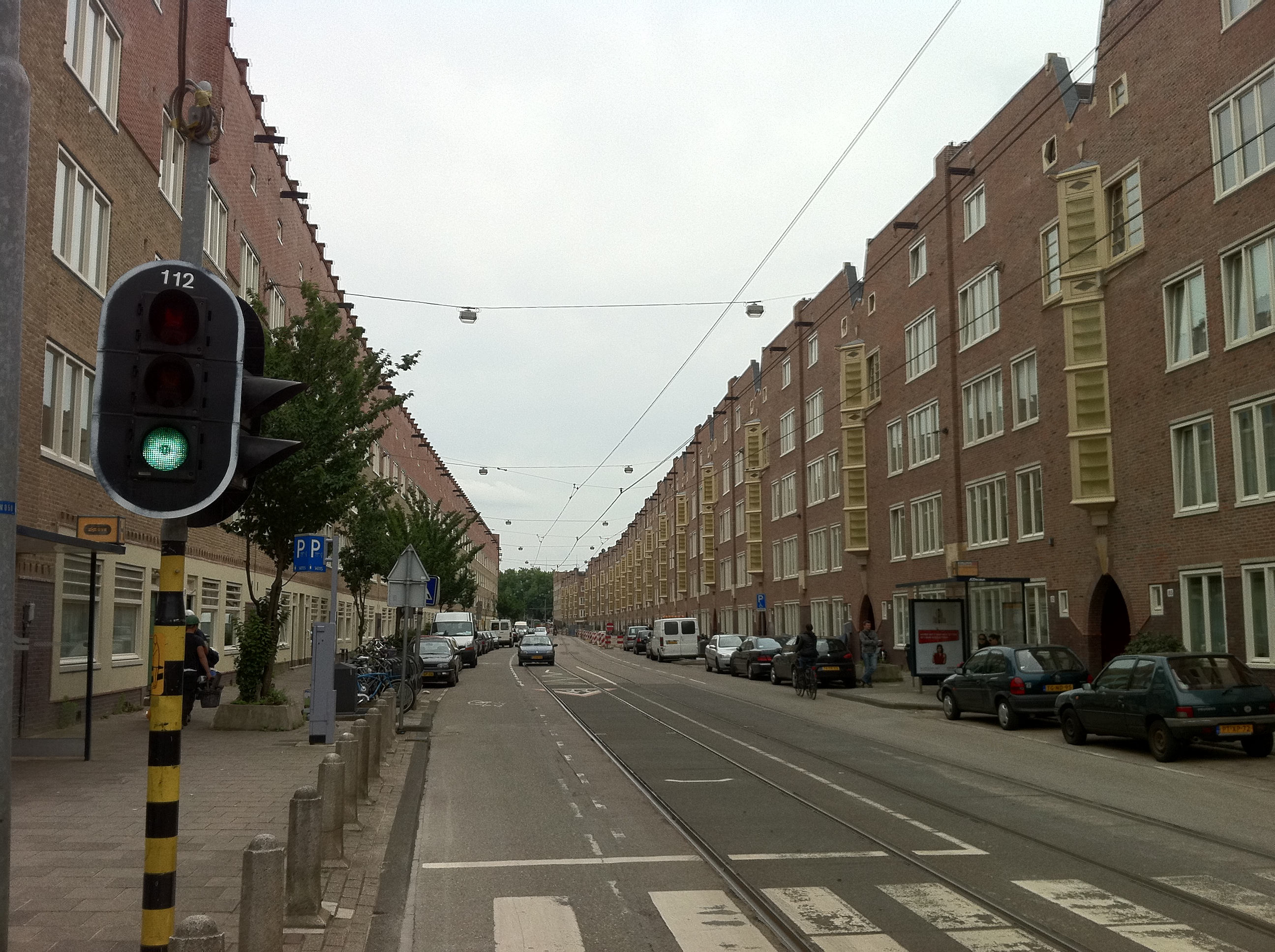
Witte de Withstraat, links het blok van de firma's van directeur 't Lam, rechts het blok waar Lobatto afstand van moest doen.

De Chassébuurt is een buurt in Amsterdam, in het stadsdeel West in de Nederlandse provincie Noord-Holland. De buurt ligt tussen de Kostverlorenvaart, de Postjesweg, de Admiralengracht, de Jan Evertsenstraat en de Admiraal de Ruijterweg en is vernoemd naar de Chasséstraat.

## Geschiedenis
Aan het begin van de jaren twintig werd de rijksvoorschotregeling voor de bouw van arbeiderswoningen door woningbouwverenigingen snel afgebouwd, ten gunste van bouw van middenstandswoningen door particulieren. Er werd een premieregeling van kracht voor middenstandswoningen, waarbij het rijk een subsidie van maximaal 2500 euro (circa 20% van de bouwkosten) verschafte. Veel particulieren, veelal uit de bouwwereld, verenigden zich in vennootschappen om te kunnen bouwen en exploiteren.
Daardoor werden de woningen in de Chassébuurt vooral gebouwd door dergelijke samenwerkingsverbanden. De rijkssteun bestond bovendien uit een hypothecaire lening, waarvoor de gemeente borg moest staan. Dat betekende dat de woningen in bezit van de gemeente zouden komen, als de eigenaar zijn betalingsverplichtingen niet meer zou nakomen en de gemeente zonder al te veel schade van haar garantstelling af wilde komen. Dit zou geregeld voorkomen, deels door onkunde van de nieuwe vastgoedeigenaren, deels door een te snel groeiend aanbod van middenstandswoningen voor een middenklasse die in Amsterdam nog maar klein was. Dat leidde tot nog meer leegstand van deze middenstandswoningen. Een groot aantal particuliere verhuurders kon rente en aflossing niet meer betalen, en de gemeente werd gedwongen hun vastgoed over te kopen.
Zo kwam in 1925 het blok in de Witte de Withstraat 40 t/m 94 (tezamen 99 nieuwbouwwoningen en 5 winkelruimtes) van de vennootschappen Fronton, Nieuw-Amsterdam en De Genestet, allen geleid door directeur P.H. 't Lam, via executoriale verkoop in bezit van de gemeente. Particulier verhuurder J. Lobatto Rzn., die het woningblok ertegenover in bezit had in de Witte de Withstraat, raakte in 1926 zijn 179 woningen en 5 bedrijfsruimtes uit 1923 kwijt aan de gemeente.
De woningen kwamen daarna in beheer bij de Gemeentelijke Woningdienst Amsterdam, die ze tegen betaalbare huren ging verhuren. Ook in veel andere straten kan het gemeentelijk woningbezit hierdoor verklaard worden. In de jaren tachtig van de 20e eeuw kocht de gemeente veel gebrekkige panden op van particulieren. Deze panden werden gerenoveerd en daarna verhuurd door de gemeente Amsterdam.

### Project Chassébuurt
Stadsdeel West en Ymere investeerden in het eerste decennium van de 21e eeuw flink aan een 'levendige, gevarieerde en vitale' Chassébuurt. De Chassébuurt veranderde daardoor in een populaire buurt met galeries en bedrijfjes en woningen voor meer verschillende inkomensgroepen. Straten werden heringericht en er kwam een vrijetijdscentrum voor kinderen en jongeren. De werkzaamheden aan de buurt liepen door tot 2010. De aanpak van de Chassébuurt vond plaats in het kader van het Grotestedenbeleid. Wegens overlast van hangjongeren lopen en fietsen er sinds september 2007 straatwachten van To Serve and Protect door de buurt.

### Project Groene Loper
Eind 2016 kondigde het GVB aan dat lijn 7, die sinds het doortrekken van de lijn over de Kostverlorenvaart in 1926 door de Witte de Withstraat en de Jan Evertsenstraat reed, een andere route zou krijgen. De tram zou vanaf eind 2017 over de Postjesweg en de Hoofdweg gaan rijden. Een groep bewoners uit de Witte de Withstraat zag hierin een kans om de straat op te knappen en richtten de community WDW020 op. Vervolgens startten zij het project 'De Groene Loper Naar de Chassébuurt'. Medio 2017 won WDW020 met De Groene Loper de verkiezing op De Stem Van West, waarmee de gemeente medewerking toezegde. Een herinrichting van de straat staat gepland voor 2019/2020, waarbij bewoners en de gemeente Amsterdam samen de ontwerpen maken.

## Bezienswaardigheden
- De Witte de Withstraat herbergt een tiental galeries. De in het oog springende in het centrum Meneer de Wit aan de kop van de straat is weer verdwenen, maar verderop zijn er galeries als MLB (vanaf 2006, op nr 32a) en De Stoker (vanaf 1991, op nr 124). Aan het begin van de Admiraal de Ruijterweg (nr 9) is in juli 2017 Salon West verschenen.
- Natuurtuin Slatuinen
- de Chassékerk
- de Westermoskee (geopend in 2016)

## Straten en pleinen in de Chassébuurt
- Admiraal de Ruijterweg
- Admiralengracht
- Baarsjesweg (langs de Kostverlorenvaart)
- Chasséstraat
- Filips van Almondestraat
- Jacob van Wassenaar Obdamstraat
- Jan Evertsenstraat
- Jan van Riebeekstraat
- Keerweer
- Kortenaerplein
- Kortenaerstraat
- Lodewijk Boisotstraat
- Piri Reisplein (sinds 2011)
- Postjesweg
- Slatuinenweg
- Van Brakelstraat
- van Kinsbergenstraat
- van Speijkstraat
- Witte de Withstraat
- Witte de Withplein (sinds 2011)

 Abberdaan · Admiralenbuurt · Amstel III · Amsteldorp · Amstelkwartier · Andreas Ensemble · Apollobuurt · ArenAPoort · Bajeskwartier · Banne Buiksloot · Bedrijventerrein Sloterdijk · Bellamybuurt · Betondorp · Bijlmer · Binnenstad · Bloemenbuurt · Borgerbuurt · Borneo · Bos en Lommer · Buiksloot · Buiksloterham · Buikslotermeer · Buiteneiland · Buitenveldert · Bullewijk · Burgwallen Oude Zijde · Burgwallen Nieuwe Zijde · Centrum Amsterdam Noord · Centrumeiland · Chassébuurt · Chinatown · Cremerbuurt (Amsterdam) · Cruquius · Czaar Peterbuurt · Da Costabuurt · Dapperbuurt · De Aker · De Baarsjes · De Bongerd · De Eendracht · De Heining · De Krommert · De 9 Straatjes · De Omval · De Pijp · Diamantbuurt · Driemond · Disteldorp · Dubbele Buurt · Duivelseiland · Duvelshoek · Elzenhagen · Erasmusparkbuurt · Floradorp · Frederik Hendrikbuurt · Funenpark · Gaasperdam · Gein · Geuzenveld · Gibraltarbuurt · Gouden Reael · Gulden Winckelbuurt · Grachtengordel · Haarlemmerbuurt · Hallenkwartier · Haven-Stad · Haveneiland · Havenstraatterrein · Helmersbuurt · Het Funen · Holendrecht · Hoofddorppleinbuurt · Houthaven · IJ-oevers · IJburg · IJdock · IJplein · Indische Buurt · Jan Maijenbuurt · Java-eiland · Jeruzalem · Jeugdland ·Jodenbuurt · Jordaan · Julianapark · Kadijken · Kadoelen · Kattenburg · Kinkerbuurt · KNSM-eiland · Kolenkitbuurt · Kop van Jut · Van der Kunbuurt · Laan van Spartaan · Landlust · Landstrekenbuurt · Lastage · Leidsebuurt · Lutkemeer · Marathonbuurt · Marineterrein · Marken · Marktkwartier · Medisch Centrum Slotervaart · Mercatorbuurt · Middelveldsche Akerpolder · Molenwijk · Museumkwartier · Nellestein · Nieuw Sloten · Amsterdam Nieuw-West · Nieuwe Pijp · Nieuwendam · Nieuwendammerdijk en Buiksloterdijk · Nieuwendammerham · Nieuwezijde · Nieuwmarkt · Noorderhof · Noordoever Sloterplas · Noordse Bos · Olympisch Kwartier · Omval · Ookmeer · Oostelijk Havengebied · Oostelijke Eilanden · Oostelijke Handelskade · Oostenburg · Oosterdokseiland · Oosterparkbuurt · Oostoever Sloterplas · Oostpoort · Oostzanerwerf · Osdorp · Oud Osdorp · Oud-Oost · Oud-West · Oud-Zuid · Oude Pijp · Oudezijde · Overamstel · Overhoeks · Overtoombuurt · Overtoomse Buurt · Overtoomse Veld · Park Haagseweg · Park de Meer · Plan van Gool · Plan West · Plan Zuid · Planciusbuurt · Plantagebuurt · Postjesbuurt · Prinses Irenebuurt · Rapenburg · Reigersbos · Riekerpolder · Rieteilanden · Rietlanden · Rivierenbuurt · Robert Scottbuurt · Roeterseiland · Ruigoord · Schinkel (bedrijventerrein) · Schinkelbuurt · Science Park · Sloten · Sloterdijk · Sloterdijk-Centrum · Slotermeer · Slotervaart · Sluisbuurt · Spaarndammerbuurt · Spieringhorn · Sporenburg · Sportheldenbuurt · Staatsliedenbuurt · Stadionbuurt · Steigereiland · Strandeiland · Teleport · Transvaalbuurt · Trompbuurt · Tuindorp Buiksloot · Tuindorp Buiksloterham · Tuindorp Nieuwendam · Tuindorp Oostzaan · Tuttifruttidorp · Van Tijenbuurt · Uilenburg · Universiteitskwartier · Valkenburg · Van der Kunbuurt · Van der Pekbuurt · Van Lennepbuurt · Venserpolder · Vlooienburg · Vogelbuurt · Vogeldorp · Vogeltjeswei · Volewijck · Vondelparkbuurt · Vrije Geer · Waalseiland · Watergraafsmeer · Waterlandpleinbuurt · Waterwijk · Weesp · Weesperbuurt · Weespertrekvaartbuurt · Weesperzijde · Westelijke Eilanden · Westelijke Tuinsteden · Westerdokseiland · Westerpark · Westpoort · Willemspark · Wittenburg · Zeeburg · Zeeburgereiland · Zeeheldenbuurt · Zuidas · Zuideramstel